# Olivier Buy
Pour les articles homonymes, voir Buy.
Olivier Buy, né le à 4 septembre 1965 à Saint-Maurice (Val-de-Marne) est un ancien arbitre international français de handball, il appartenait au groupe 1 des arbitres de la Fédération française de handball.
Après avoir longtemps été une paire arbitrale reconnue avec Gilles Bord, il a officié un temps avec Stévann Pichon, principalement en Division 1.
Il est brigadier dans la police française.

## Biographie
Avec son binôme Olivier Buy, il arbitre son premier match de Division 1 en 1993.
En 1994, il obtient le grade d'arbitre fédéral et d'arbitre international de l'IHF. Tous deux font leurs armes dans les Championnats du monde universitaire (1994 et 1995), Championnats du monde espoirs (1997 et 1999), Championnat d'Europe junior (1998)...
En 1999, ils prennent part à leur premier Championnat du monde féminin puis à leur premier Championnat du monde masculin à l'occasion du Mondial 2001 en France : « Nous n'étions que la paire de réserve et nous avons remplacé François Garcia et Jean-Pierre Moréno car ce dernier s'était blessé ». Le binôme a également arbitré à deux reprises lors des Jeux olympiques, en 2004 puis en 2008.
Il est alors, avec son binôme, la paire d'arbitre de handball français la plus reconnue et respectée pour sa compétence et la qualité de son arbitrage, tant par les instances du handball, comme en témoignent les nombreuses compétitions européennes et internationales sur lesquelles ils eurent l'honneur d'être désignés, que par les acteurs du handball français, qui les éliront en meilleure paire d'arbitres de la LNH en 2007.